# Schatzkammer (Wien)

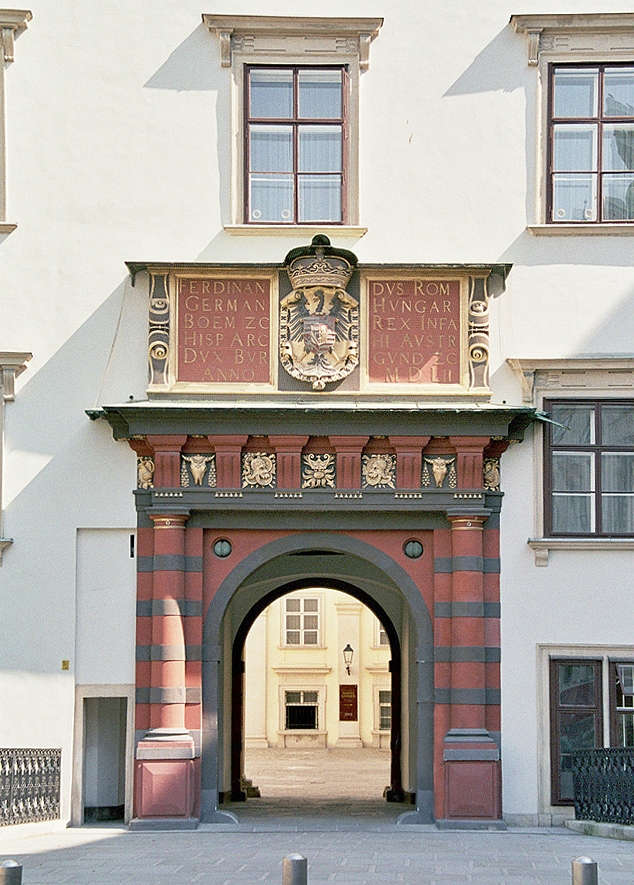
Das Schweizertor zum Schweizerhof und der Schatzkammer

Die Kaiserliche Schatzkammer in der Hofburg in Wien ist der Teil der einstigen Sammlungen des Hauses Habsburg bzw. Habsburg-Lothringen, in dem die Objekte mit höchster dynastischer oder religiöser Bedeutung verwahrt wurden. Die insgesamt 23 Räume umfassende Ausstellung ist in eine Geistliche und eine Weltliche Schatzkammer gegliedert. Es handelt sich um eine der bedeutendsten Sammlungen dieser Art.
Die nach dem Ende der Monarchie 1918, der Auflösung des Kaiserhofs und des Hofärars als Abteilung des Kunsthistorischen Museums (KHM) geführte Schatzkammer befindet sich im Schweizertrakt, dem ältesten Bauteil der Hofburg. Original ist noch die schmiedeeiserne Eingangstür mit dem Monogramm Kaiser Karls VI., die als solche aber nicht mehr verwendet wird. Die früher als „Weltliche und Geistliche Schatzkammer“ bezeichnete Sammlung wird vom KHM seit 2012 „Kaiserliche Schatzkammer“ genannt.

## Geschichte der Sammlung
Ferdinand I. holte 1556 den Kunstsachverständigen Jacopo Strada aus Nürnberg als seinen Hofantiquarius und Verwalter der kaiserlichen Schatzkammer in die Hofburg in Wien. Damals waren die kaiserlichen Sammlungen kunterbunt durchmischt, die Trennung in Gemälde, Kunsthandwerk, religiöse Objekte und Insignien wurde erst Mitte des 18. Jahrhunderts vorgenommen. Aufbewahrungsort war traditionell das Augustinerkloster.
Unter Maria Theresia wurde der Kronschatz vom Rest der habsburgischen Sammlungen getrennt und in den Räumen der Hofburg aufgestellt, wo sich heute die Geistliche Schatzkammer befindet. Es gab die Vermutung, dass diese Neuaufstellung davon habe ablenken sollen, dass ein Teil der habsburgischen Kunstkammer verkauft beziehungsweise vermünzt wurde, um die Kriege Maria Theresias gegen Preußen zu finanzieren. Im Jahre 1800 wurden die Reichskleinodien des Heiligen Römischen Reichs (die zum Schutz vor dem Zugriff Napoleons aus Nürnberg und Aachen 1796 nach Regensburg gebracht worden waren), in der Wiener Schatzkammer hinterlegt, wo sie nach dem Ende des Heiligen Römischen Reiches auch verblieben.
1871 erfolgte eine Neuordnung der kaiserlichen Sammlungen, bei der auch die Wiener Schatzkammer umgestaltet wurde. Die Kleinodien des Reiches und Österreichs wurden später parallel zur Ausstellung anderer habsburgischer Sammelobjekte im  Naturhistorischen Museum (eröffnet 1889) sowie dem Kunsthistorischen Museum (eröffnet 1891) der Öffentlichkeit präsentiert. Der öffentliche Zugang zur Schatzkammer befand sich damals unter der Kuppel des Michaelertraktes. Der propagandistische Zweck, den Vorrang des Erzhauses in Mitteleuropa zu betonen, spielte bei der Ausstellung der Reichskleinodien zweifellos eine Rolle.
Wenige Tage vor seinem Verzicht „auf jeden Anteil an den Staatsgeschäften“ am 11. November 1918 ließ Kaiser Karl I. eine Reihe von Objekten, die er als Privateigentum der Familie Habsburg-Lothringen betrachtete – vor allem Juwelen und Schmuckstücke, aber auch den Diamanten Florentiner sowie die Brillantkrone der Kaiserin – von einem Vertrauten der Familie aus der Schatzkammer entfernen und in die Schweiz bringen.
Mit dem Ende der Monarchie 1918 verlor die Schatzkammer ihre politische Zweckbestimmung und wurde zum reinen Museum. In der 1928 unter Direktor Arpad Weixlgärtner neu eröffneten Ausstellung, die zwei Räume mehr als bisher umfasste, waren erstmals auch Objekte zu sehen, die vorher aus Gründen politischer Inopportunität nicht gezeigt worden waren. Dazu zählten etwa die Insignien des Königreiches Lombardo-Venetien (in der Monarchie wollte man nicht an den 1859 bzw. 1866 erfolgten Verlust dieses Landes erinnern) sowie Objekte aus dem Besitz des Kaisers Maximilian von Mexiko.
Vom nationalsozialistischen Regime wurden die Reichskleinodien des Heiligen Römischen Reichs 1938 nach Nürnberg gebracht und in der dortigen Katharinenkirche ausgestellt. Sie wurden nach dem Zweiten Weltkrieg von der US-amerikanischen Besatzungsmacht nach Wien zurückgebracht und sind seit 1954 wieder in der Schatzkammer zu sehen.
In den Jahren 1952 bis 1954 erfolgte eine Neuordnung der Schatzkammer, wobei die Objekte stärker als bisher thematisch zusammengefasst wurden, z. B. jene zur Funktion der Habsburger als Erzherzöge von Österreich, als römisch-deutsche Kaiser, als Kaiser von Österreich etc. Der öffentliche Zugang zur Schatzkammer wurde bei dieser Neuordnung in den Schweizerhof verlegt. Kleinere Änderungen des Ausstellungsarrangements, die vor allem die Gestaltung der Räumlichkeiten betrafen, erfolgten noch später.

## Die Teile der Schatzkammer
Die Schatzkammer ist in die Weltliche und die Geistliche Schatzkammer eingeteilt und gliedert sich in mehrere Abteilungen:

### Österreichische Erbhuldigung (Raum 1)
- Die Insignien und Ornate des Erzherzogtums Österreich. Das bedeutendste Ausstellungsstück ist eine Karkasse des Erzherzogshutes von 1765. Dazu gehören auch einige Teile aus dem böhmischen Kronschatz, die auch bei der österreichischen Erbhuldigung verwendet wurden.

### Kaisertum Österreich (Räume 2–4)

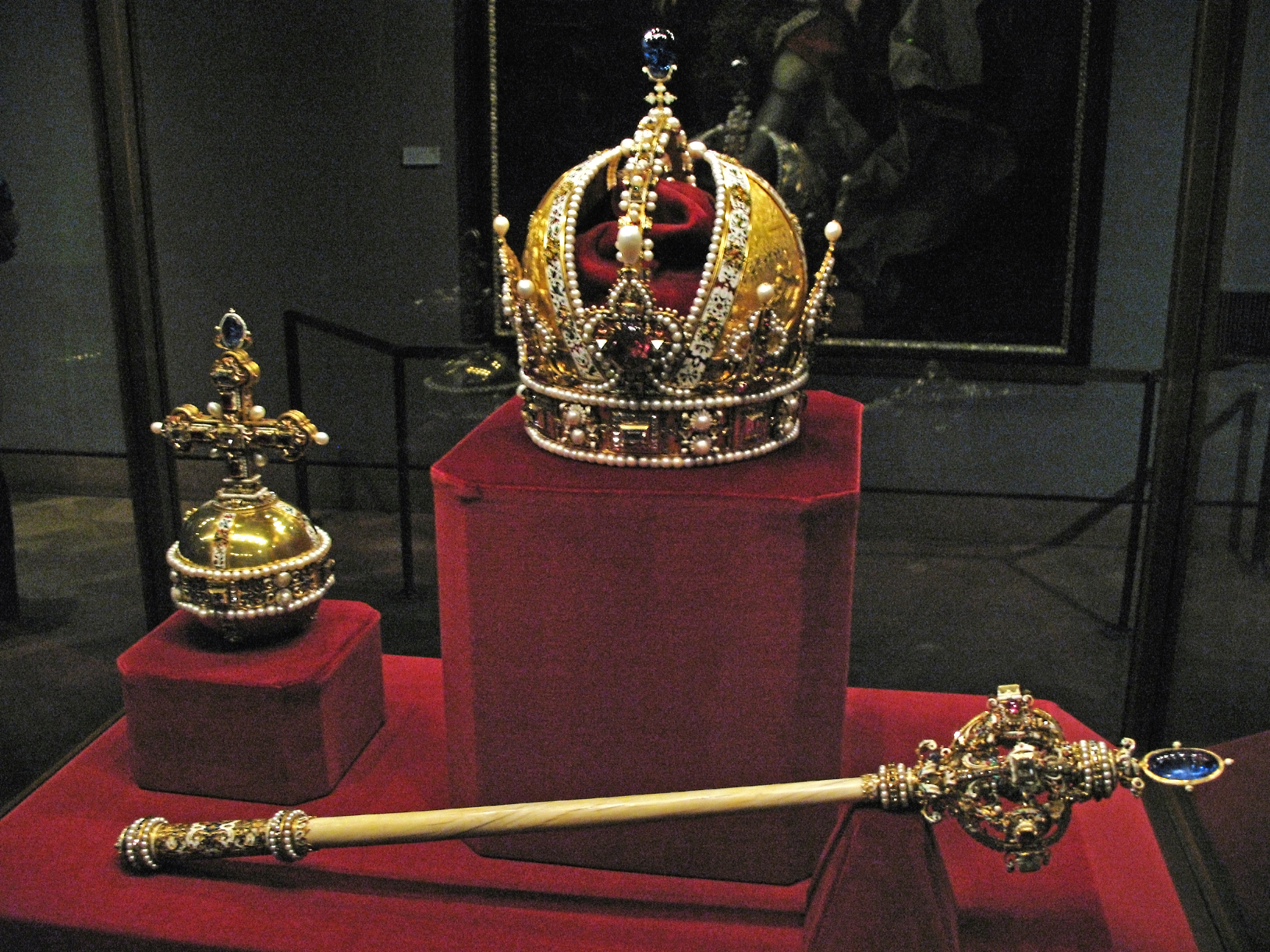
Österreichische Reichsinsignien

- Neben den Insignien des Kaisertums Österreich mit Rudolfinischer  Kaiserkrone, Zepter und Reichsapfel enthält diese Abteilung der Schatzkammer auch die Ornate der habsburgischen Haus- und Ritterorden sowie den Krönungsornat des Königreiches Lombardo-Venetien, der nur einmal, 1838 für Ferdinand I., verwendet wurde.

### Habsburg-Lothringischer Hausschatz (Räume 5–8)
- Objekte aus habsburgischem Familienbesitz wie die Krone Stephan Bocskais oder Reliefplättchen, die von der Privatkrone Ferdinands II. stammen. In diesen Räumen ist auch eine Sammlung von Taufgarnituren, die schon zur Geistlichen Schatzkammer überleiten.
- Die zwei unveräußerlichen Erbstücke des Hauses Österreichs: das Ainkhürn und die Achatschale, zwei Gegenstände, die in der Mitte zwischen Kuriosität und religiösem Objekt liegen. Sie galten den drei Söhnen Kaiser Ferdinands I. als zu wertvolle Kleinode, um nach dem Tod des Vaters einem von ihnen die alleinige Verfügungsgewalt darüber zu geben. So traf Maximilian II. mit seinen Brüdern Ferdinand II. und Karl II. am 11. August 1564 die urkundliche Vereinbarung, die beiden Stücke für alle Zeiten beim Hause Österreich zu halten und ihre Veräußerung für immer zu verbieten. Der Älteste des Hauses sollte sie jeweils verwahren.
- Napoleonica: Relikte aus dem Besitz des Königs von Rom und der Kaiserin Marie Louise, insbesondere die Wiege des kleinen Napoleon Franz, der, als er dann in Österreich lebte, als Franz Herzog von Reichstadt bezeichnet wurde.

### Heiliges Römisches Reich (Räume 9–12)

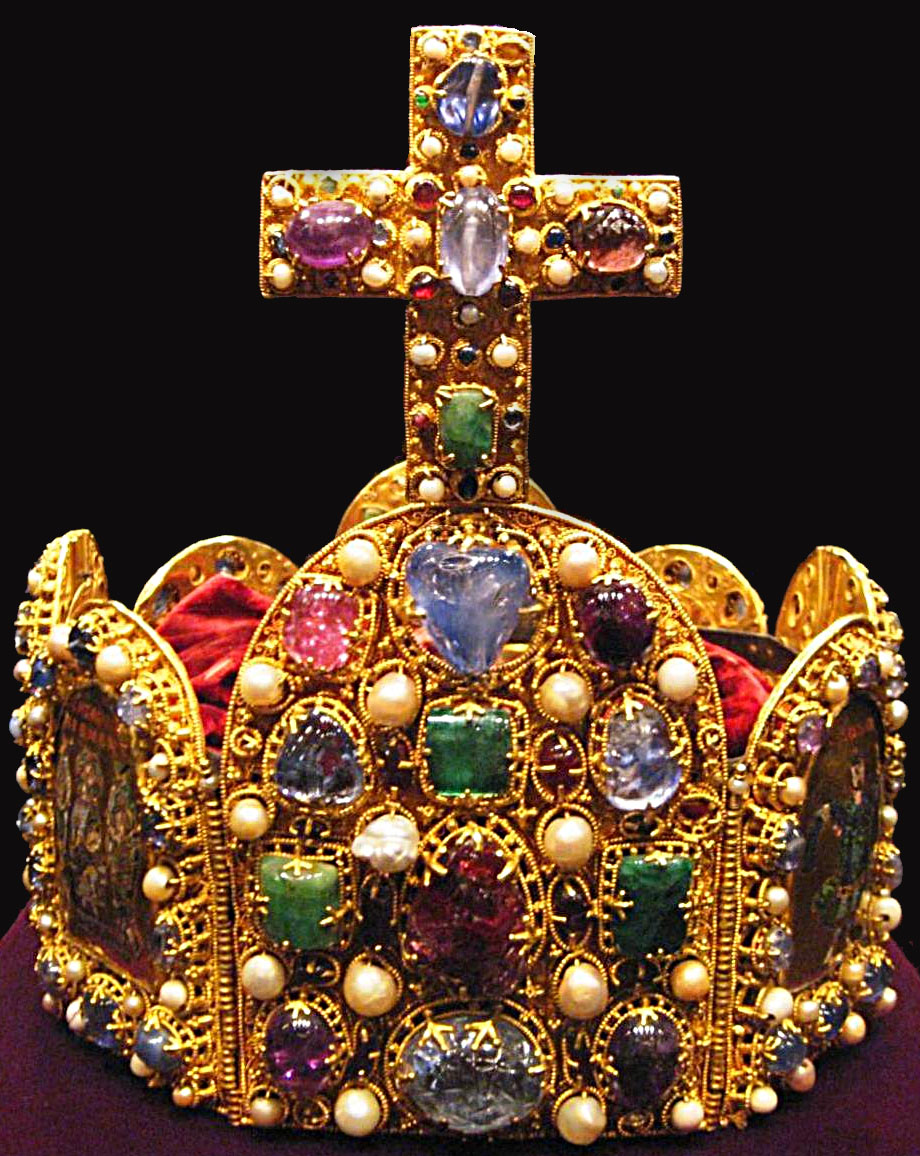
Frontalansicht der Reichskrone

- Die Insignien und Kleinodien des Heiligen Römischen Reiches. Dazu zählen eine Menge Objekte und auch Reliquiare, die wegen ihres Charakters als Insigne des Heiligen Römischen Reichs in der Weltlichen Schatzkammer stehen. Am bedeutendsten sind die Reichskrone, die Heilige Lanze, das Reichsschwert und der Krönungsmantel.

### Burgundisches Erbe und Orden vom Goldenen Vlies (Räume 13–18)
- Der Burgunderschatz kam mit der Eheschließung Maria von Burgunds mit dem Erzherzog und späteren Kaiser Maximilian I. in den Besitz der Habsburger. Verschiedene Objekte sind noch erhalten und ausgestellt, unter anderem ein aus Bergkristall und Gold hergestellter Hofbecher (oder Pokal) und eine goldene Brosche. Diverse Objekte, die dem Orden vom Goldenen Vlies gehören, stammen ebenfalls aus dem Burgund und den Niederlanden, weshalb sie in den gemeinsamen Räumlichkeiten ausgestellt sind.
- Der Schatz des Ordens vom Goldenen Vlies, des ranghöchsten Ordens der Habsburgermonarchie. Hier werden Kunstobjekte aus dem Besitz Karls des Kühnen sowie Ornate und Messgewänder des Vliesordens ausgestellt. Letztere sind wegen ihrer feinen, heute kaum nachzuahmenden Stickerei bedeutende Kunstwerke.
- Der Messornat des Ordens vom Goldenen Vlies

Der (kirchliche) Messornat des Ordens vom Goldenen Vlies, auch als Burgundischer Paramentenschatz bekannt, umfasst die für den Festgottesdienst gebräuchlichen liturgischen Obergewänder für drei Geistliche. Dazu gehören zwei Antependien, von denen das untere vor dem Altar, das obere darüber oder dahinter hing. Seit 1447 im Ordensbesitz, scheint am Ornat weder das Ordenssymbol noch eine Devise Herzog Philipps des Guten von Burgund auf. Es gilt aber als sicher, dass der Herzog zur Mehrung seiner fürstlichen Repräsentation und um den Glanz burgundischer Hofhaltung auch im religiösen Bereich zu steigern, diese „kostbarsten Gewänder der Welt“ in Auftrag gab.

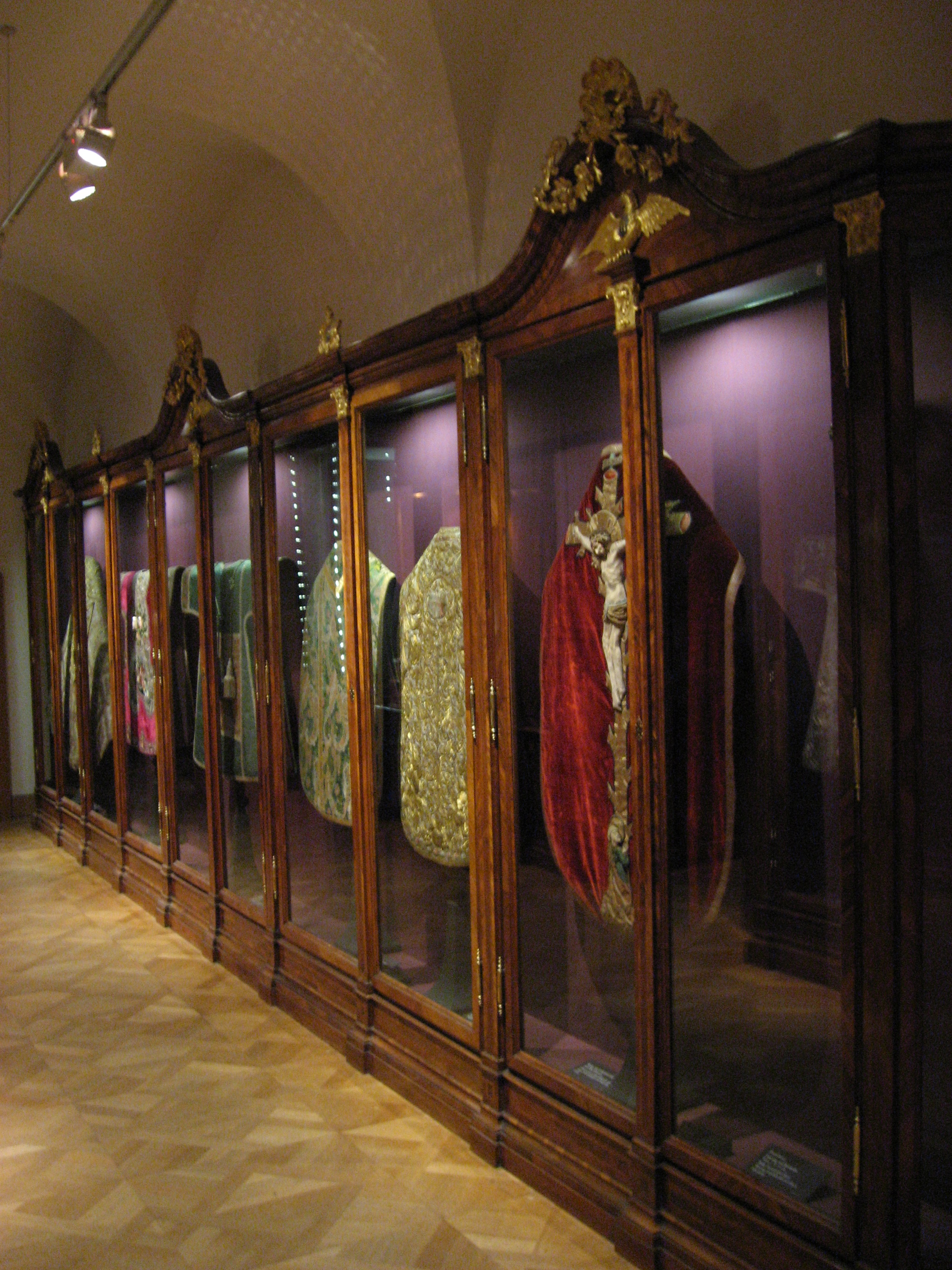
Geistliche Schatzkammer, Ornate

Die Ornate sind äußerst edel und kostbar, die verarbeiteten Materialien sind Gold, Seide und Perlen. Zwei verschiedene Stickereitechniken wurden gleichzeitig verwendet, die Bildnisse der Muttergottes und des Heilandes sind vom Stil her niederländische Tafelmalereien, ähnlich dem neuaufkommenden Realismus. Dieser Ornat zählt noch heute zu den bedeutendsten künstlerischen Leistungen seiner Zeit.
Die Kombination der Nadelmalerei aus dicht gestickten, im Farbton abgestuften Seidenfäden (so im Inkarnat vorkommend) wurde mit der Lasurstickerei kombiniert. Farbige Seide wurde verarbeitet, die der  darunterliegenden amorphen Fläche aus Goldfäden erst die erwünschte Darstellung und Modellierung gibt. Dies verleiht dem Ganzen einen schimmernden Glanz. Letzterer kam dem Streben des Mittelalters nach Farbmagie und jenseitsgerichteter Lichtmystik entgegen. Gold bedeutete Sakrallicht, war ein Zeichen der Helligkeit und erweckte die Vorstellung vom wahren göttlichen Licht.

### Geistliche Schatzkammer (insgesamt 5 Räume)
In der Geistlichen Schatzkammer befinden sich vor allem Andachtsbilder und Altäre, die meisten davon aus der Barockzeit.

## Leitexponate

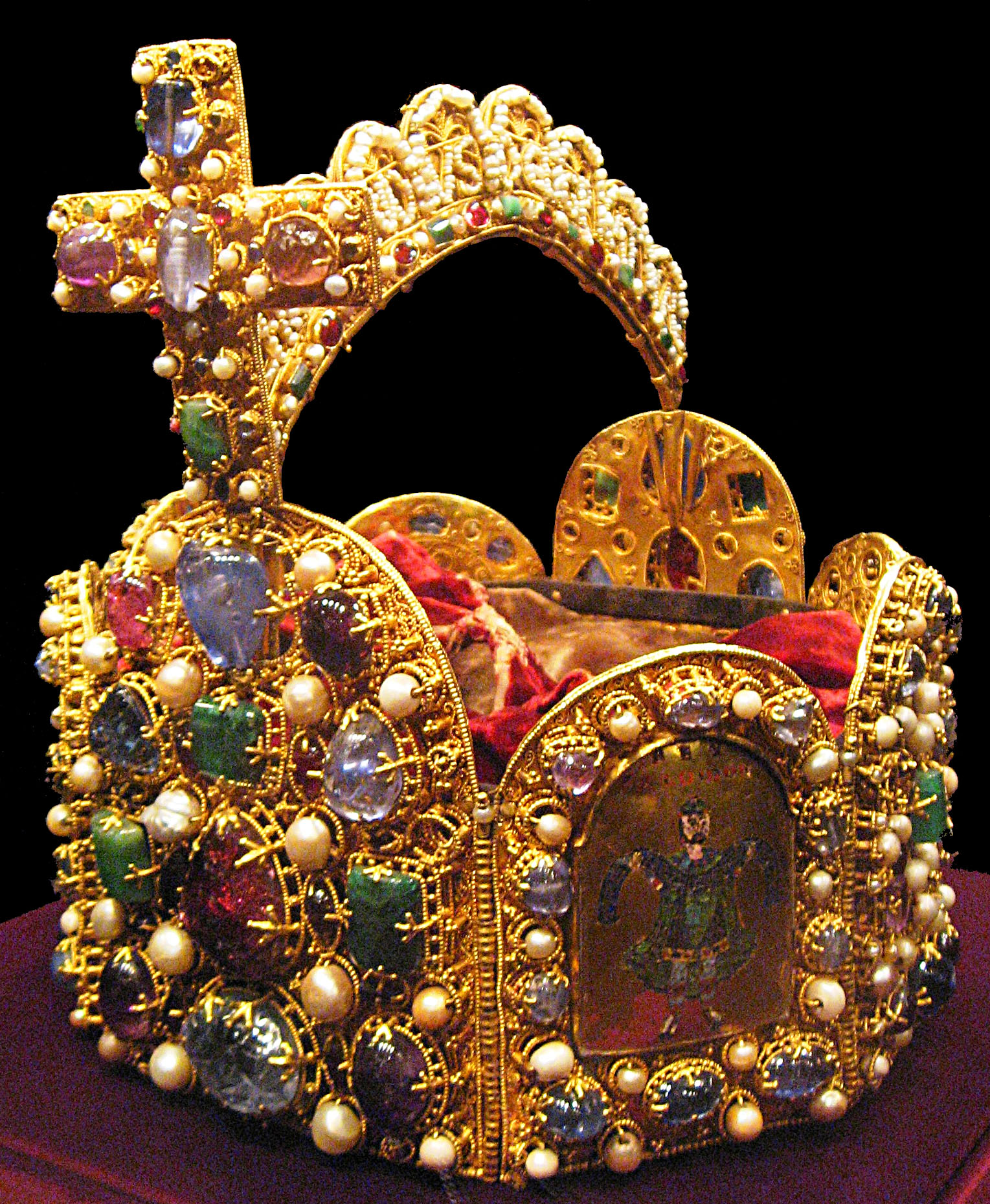
Reichskrone des Heiligen Römischen Reiches Westdeutsch, 10. Jh., Gold, Email, Edelsteine, Perlen
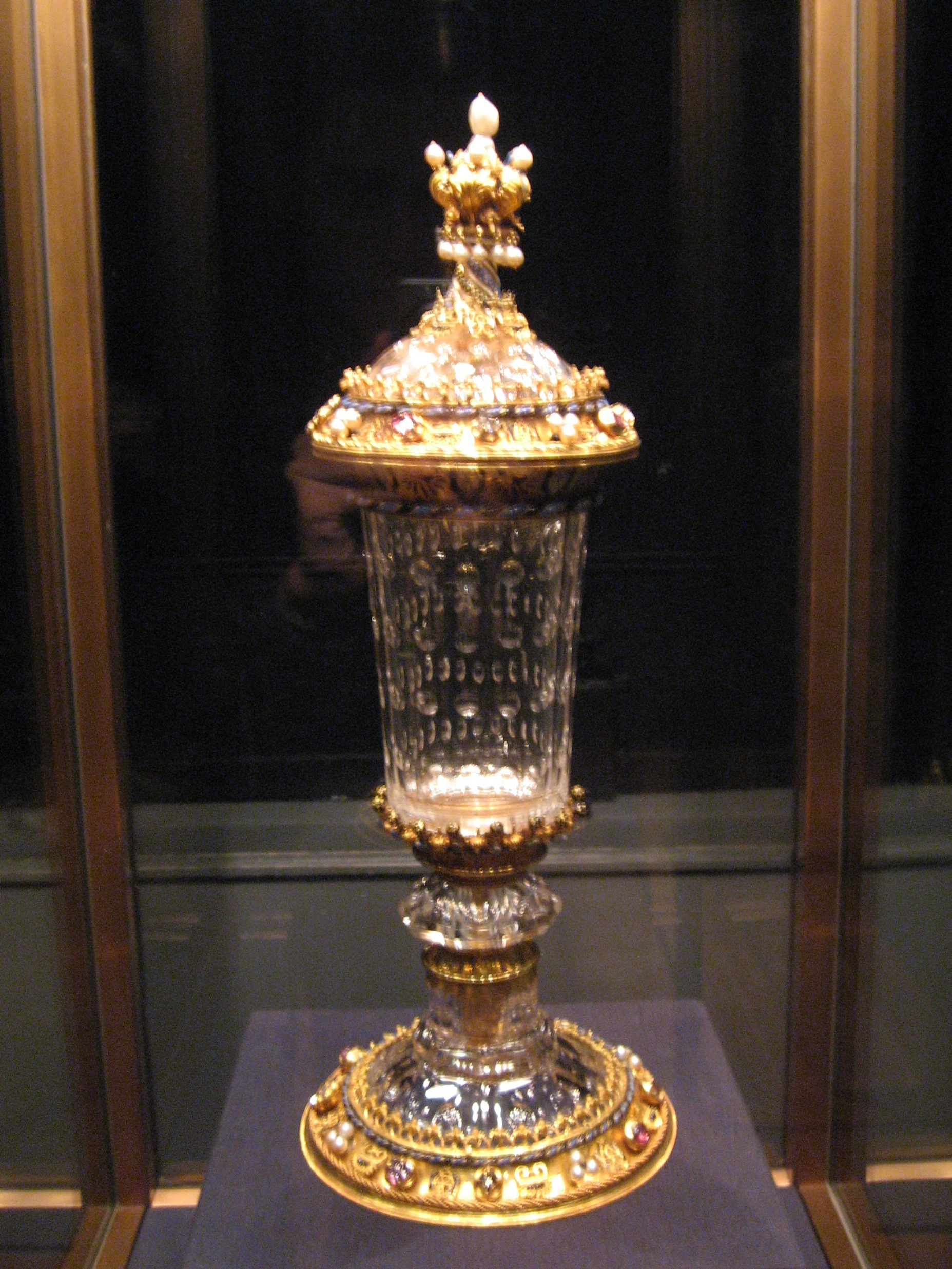
Hofbecher aus Bergkristall, Burgundisches Erbe Burgundisch-niederländisch, zwischen 1453 und 1467 Bergkristall; Gold, Email en ronde bosse, Grubenschmelz, Perlen, Diamanten
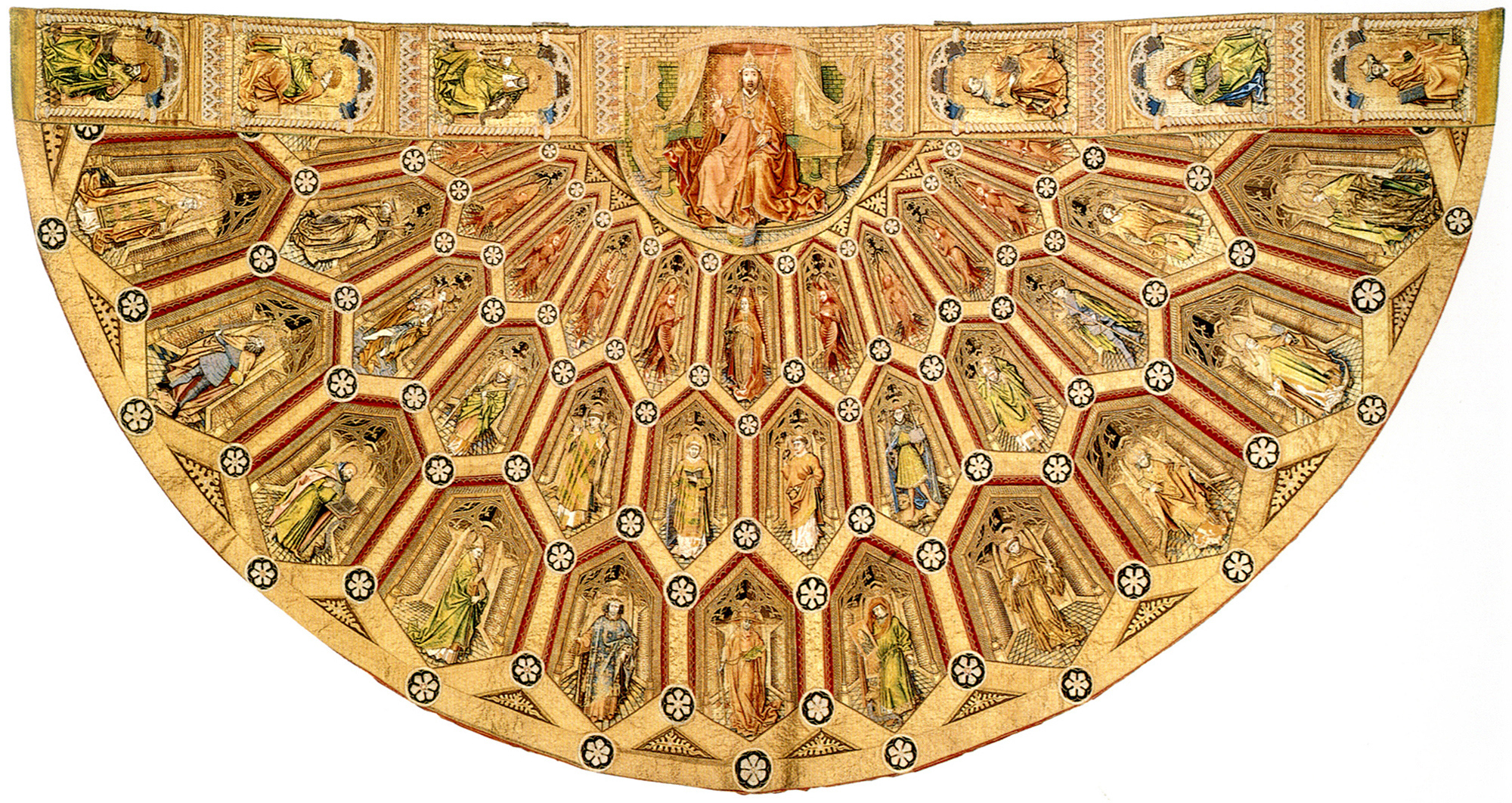
Der Messornat des Ordens vom Goldenen Vlies Gold- und Silberfäden in Anlegetechnik, Stickerei mit Seide
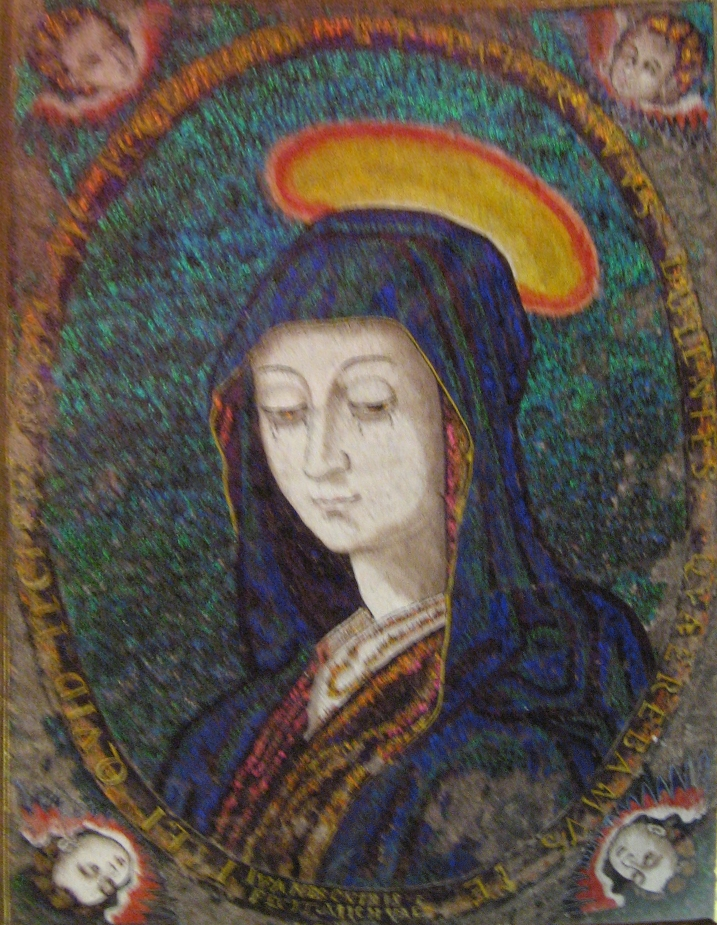
Marienbild aus Federn, Geistliche Schatzkammer Juan Baptista Cuiris aus Pátzcuaro (Michoacán, Mexiko), 1550/1580 Kolibri- und Papageienfedern, Papiergrund, Holz
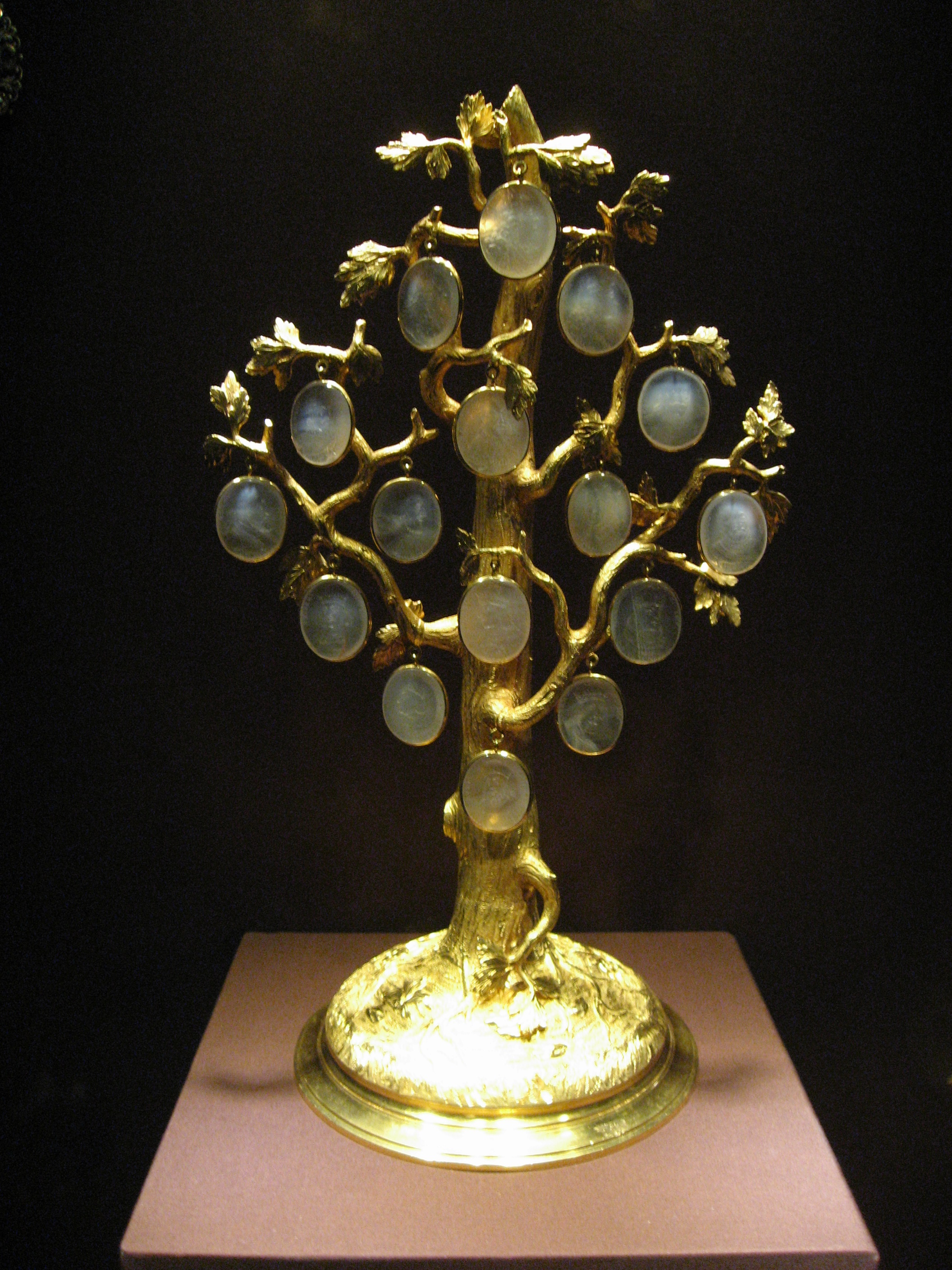
Stammbaum mit den Königen und Kaisern des Hauses Habsburg, Habsburg-Lothringischer Hausschatz Bäumchen: Wien, um 1725/1730 Intagli: Christoph Dorsch (1676–1732), Nürnberg Gold, Chalzedon
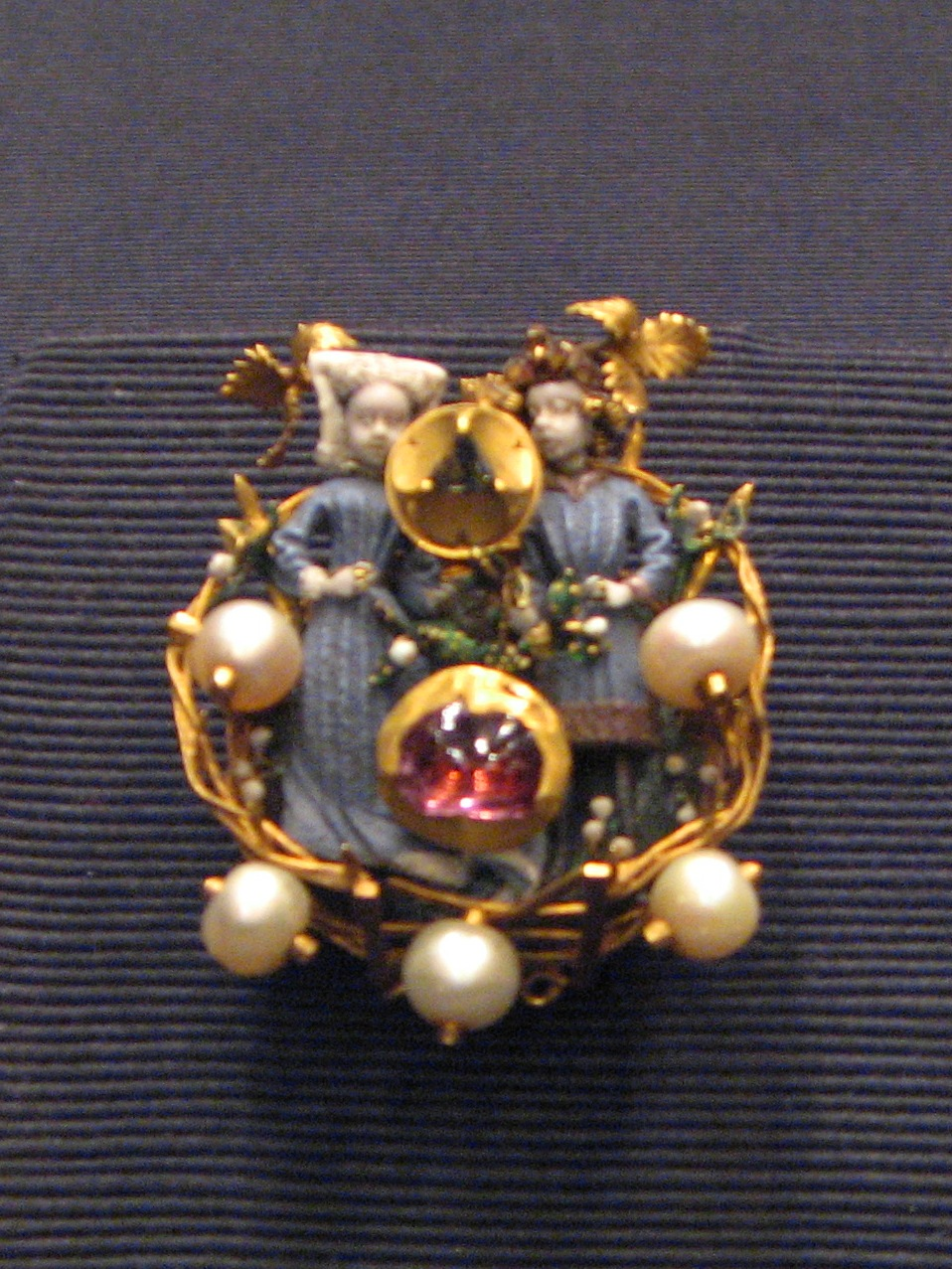
Brosche, Burgundisches Erbe Burgundisch-niederländisch, um 1430/40. Gold, Email, Edelsteine, Perlen. SK Inv. Nr. PI 130.
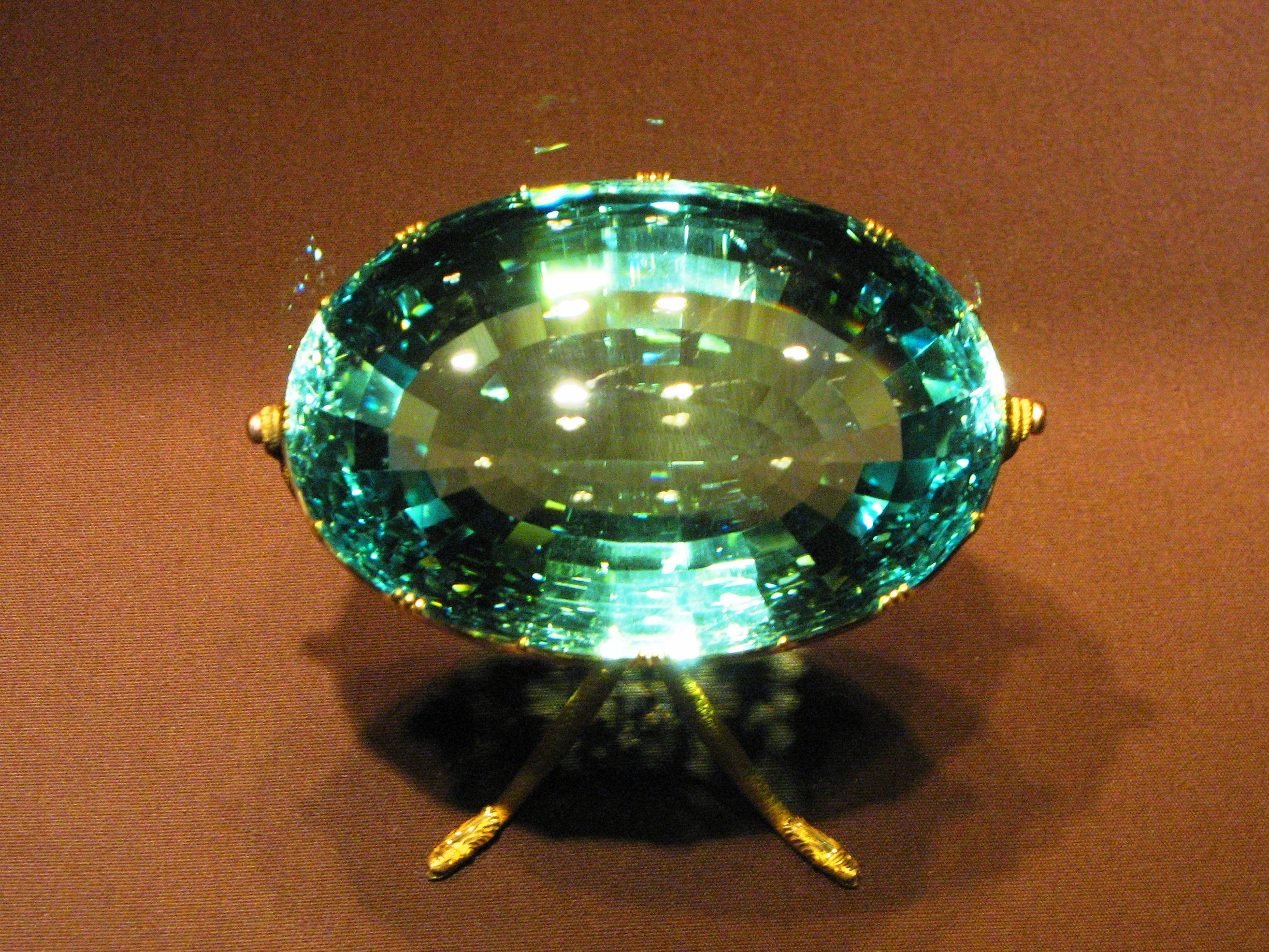
Aquamarin, Hausschatz 492 Karat
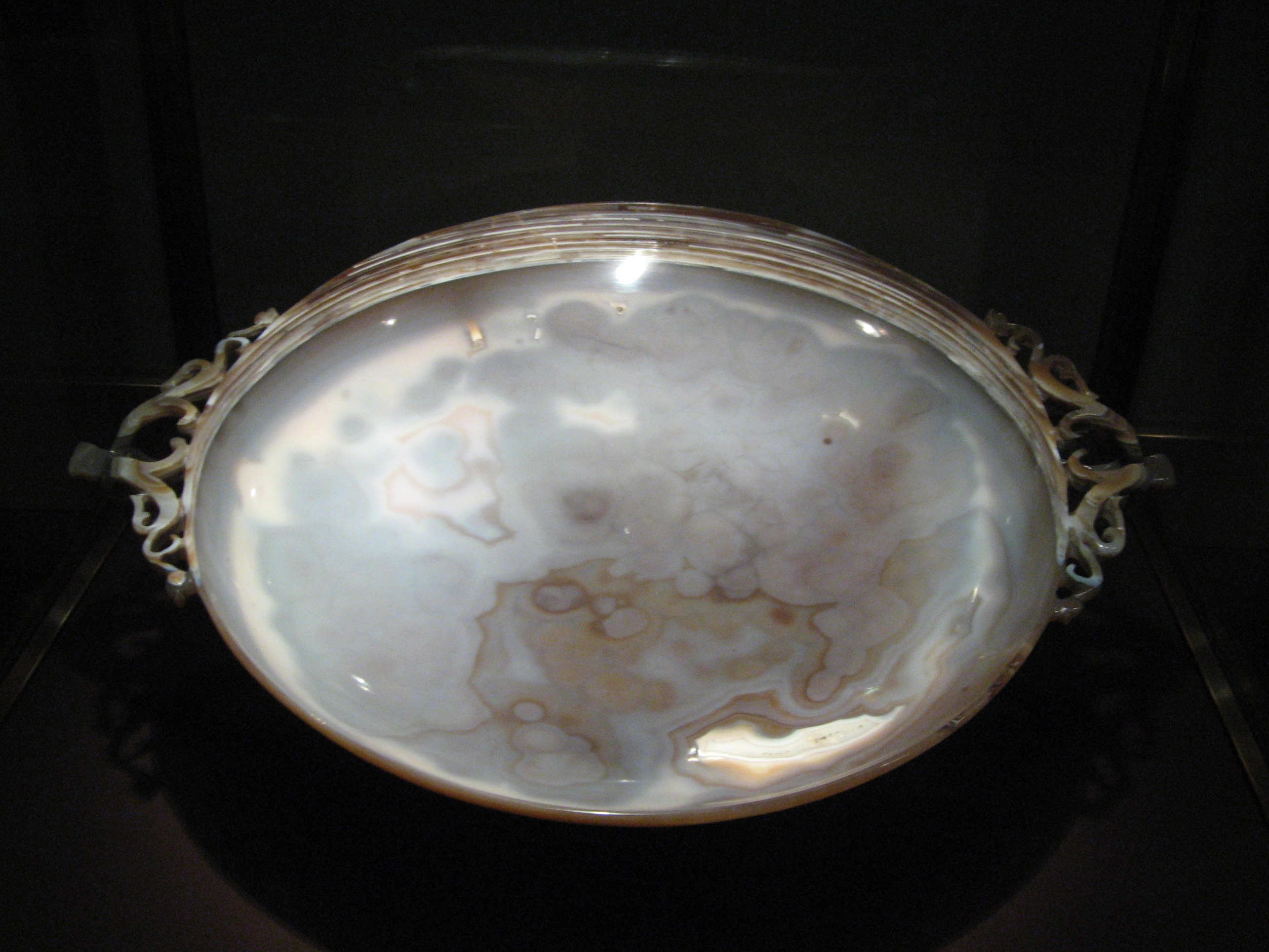
Die Achatschale, eines der zwei unveräußerlichen Erbstücke des Hauses Österreich Konstantinopel (?), 4. Jhd. n. Chr. Achat.